# Immetalia doreana
Immetalia doreana är en fjärilsart som beskrevs av Swinhoe 1892. Immetalia doreana ingår i släktet Immetalia och familjen nattflyn. Inga underarter finns listade i Catalogue of Life.